# 墨脱乌蔹莓
墨脱乌蔹莓（学名：Cayratia medogensis）为葡萄科乌蔹莓属的植物。分布于中国大陆的西藏等地，生长于海拔900米的地区，多生长于林中，目前尚未由人工引种栽培。